# Гусеницеїд чорночеревий
Гусеницеїд чорночеревий (Conopophaga melanogaster) — вид горобцеподібних птахів родини гусеницеїдових (Conopophagidae).

## Поширення
Вид поширений у басейні Амазонки на півночі Бразилії. Є також одне непідтверджене спостереження на півночі Болівії у верхів'ї річки Бені.

## Опис

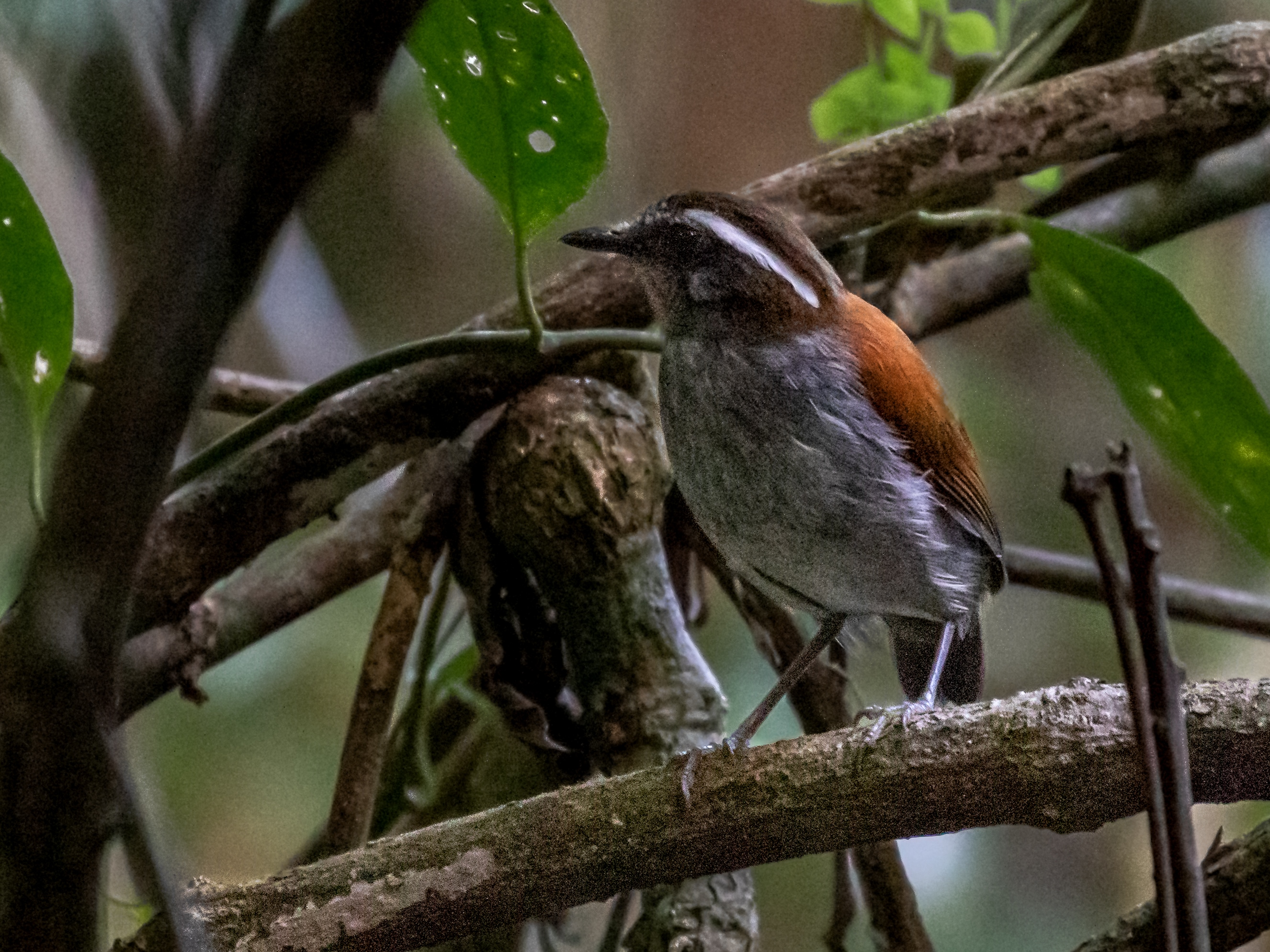
Самиця

Дрібний птах, завдовжки 14,4—15,8 см, вагою 37—43 г. Тіло пухке з великою сплющеною головою, коротким конічним дзьобом, короткими і закругленими крилами, квадратним хвостом та міцними ногами. Голова, груди, боки і верхньої частини черева чорного кольору. Нижня частина черева та хвоста білі. Спина, крила та хвіст темно-коричневого кольору з червонуватим відтінком. Біла заочна смуга сягає потилиці. У самиць груди та черево не чорного, а сірого кольору.

## Спосіб життя
Мешкає у дощових лісах з густим підліском та численними епіфітами. Трапляється поодинці або парами. Активний вдень. Більшу частину дня сидить на нижніх гілках чагарників, чатуючи на здобич. Живиться комахами та іншими дрібними безхребетними. Даних про розмноження цих птахів бракує, але вони, ймовірно, не сильно відрізняються від інших видів гусеницеїдових.